# My Magic
My Magic è un film del 2008 diretto da Eric Khoo.